# Fragment (片平里菜のアルバム)
『fragment』（フラグメント）は、片平里菜の1枚目のベスト・アルバム。2018年11月14日にポニーキャニオンから発売された。

## 概要
本作は片平のデビュー5周年に合わせて制作されたもので、2018年8月に開催されたワンマンライブ内でリリースが発表された。片平は同ライブ内で「発表順にシングル曲を並べたような、平凡なベストアルバムにはしない」と語っており、実際選曲や収録順などにも本人の意向が色濃く反映されている。CD2枚組となっており、1枚目は"darling"、2枚目は"honey"と命名された。このほか完全数量限定生産盤には特典DVDが付属しており、5月にEX THEATER ROPPONGIにて開催されたワンマンライブの模様などが収録されている。
収録曲は全26曲であるが、このうち「最高の仕打ち」はTHE BACK HORNを迎えて再録されたもの。同バンドと片平とは福島県にゆかりのあるミュージシャン（THE BACK HORNは菅波栄純・松田晋二が福島県出身）という接点があり、同年の風とロック芋煮会での再会を機に制作が決まった。この音源は10月30日のTOKYO FM『Skyrocket Company』において初公開されている。
ジャケット写真は217..NINAが手掛けており、片平の笑顔に光、青空などを合わせたものとなっている。
本作品の発売を記念して、FM802『SUPERFINE SUNDAY』の公開収録イベントが12月6日にグランフロント大阪・うめきたSHIPホールで開催された。

## 収録曲
全作詞・作曲:片平里菜（ただし「愛のせい」のみ作詞:片平里菜、作曲:片平里菜・石崎光）

### Disc1 darling
1. 女の子は泣かない
  - 2ndシングル表題曲。編曲:島田昌典
2. 誰にだってシンデレラストーリー
  - 5thシングル表題曲。編曲:WABISABI
3. Oh JANE
  - 3rdシングル表題曲（「あなた」との両A面）。編曲:亀田誠治
4. CROSS ROAD
  - 1stアルバム『amazing sky』収録曲。編曲:山田貴洋
5. 夏の夜
  - 1stシングル表題曲。編曲:島田昌典
6. この涙を知らない
  - 6thシングル表題曲。編曲:島田昌典
7. 愛のせい
  - 3rdアルバム『愛のせい』タイトル曲。編曲:石崎光
8. Love takes time
  - 2ndアルバム『最高の仕打ち』収録曲。編曲:mito
9. 煙たい
  - 4thシングル曲（「誰もが」との両A面）。編曲:石崎光
10. Come Back Home
  - 1stシングル『夏の夜』のカップリング曲。編曲:albeitboy
11. amazing sky
  - 1stアルバム『amazing sky』タイトル曲。編曲:OVERGROUND ACOUSTIC UNDERGROUND
12. 最高の仕打ち(New Recording)
  - 2ndアルバム『最高の仕打ち』タイトル曲の再録。編曲:THE BACK HORN
13. からっぽ
  - 3rdアルバム『愛のせい』収録曲。編曲:石崎光

### Disc2 honey
1. HIGH FIVE
  - 1stアルバム『amazing sky』収録曲。編曲:山田貴洋
2. 誰もが
  - 4thシングル表題曲（「誰もが」との両A面）。編曲:WABISABI
3. baby
  - 1stシングル『夏の夜』カップリング曲。編曲:山田貴洋
4. ラブソング
  - 8thシングル『なまえ』カップリング曲。編曲:玉田豊夢、戸高賢史、須藤優、片平里菜、伊澤一葉
5. なまえ
  - 8thシングル表題曲。編曲:皆川真人
6. 小石は蹴飛ばして
  - 3rdシングル『Oh JANE/あなた』カップリング曲。編曲:ワンツーチー5
7. Party
  - 2ndアルバム『最高の仕打ち』収録曲。編曲:SCANDAL
8. 異例のひと
  - 3rdアルバム『愛のせい』収録曲。編曲:石崎光
9. 結露
  - 7thシングル表題曲。編曲:石崎光
10. Hey boy!
  - 2ndシングル『女の子は泣かない』カップリング曲。編曲:arbeitboy
11. BAD GIRL
  - 2ndアルバム『最高の仕打ち』収録曲。編曲:亀田誠治
12. 心は
  - 1stアルバム『amazing sky』収録曲。編曲:安野勇太
13. 始まりに
  - 配信限定シングル曲。編曲:山田貴洋

### DVD
完全数量限定生産盤のみ収録。
1. 子供時代 (Live at EX THEATER ROPPONGI 2018.05.10)
2. 異例のひと (Live at EX THEATER ROPPONGI 2018.05.10)
3. Howling wolf (Live at EX THEATER ROPPONGI 2018.05.10)
4. この涙を知らない (Live at EX THEATER ROPPONGI 2018.05.10)
5. 誰にだってシンデレラストーリー (Live at EX THEATER ROPPONGI 2018.05.10)
6. 夏の夜 (Live at EX THEATER ROPPONGI 2018.05.10)
7. 夏の夜 (Music Clips)
8. Come Back Home (Music Clips)
9. 女の子は泣かない (Music Clips)
10. Oh JANE (Music Clips)
11. HIGH FIVE (Music Clips)
12. amazing sky (Music Clips)
13. 煙たい (Music Clips)
14. 誰にだってシンデレラストーリー (Music Clips)
15. この涙を知らない (Music Clips)
16. Party (Music Clips)
17. 結露 (Music Clips)
18. なまえ (Music Clips)
19. 愛のせい (Music Clips)
20. 異例のひと (Music Clips)